# Баблер болотяний

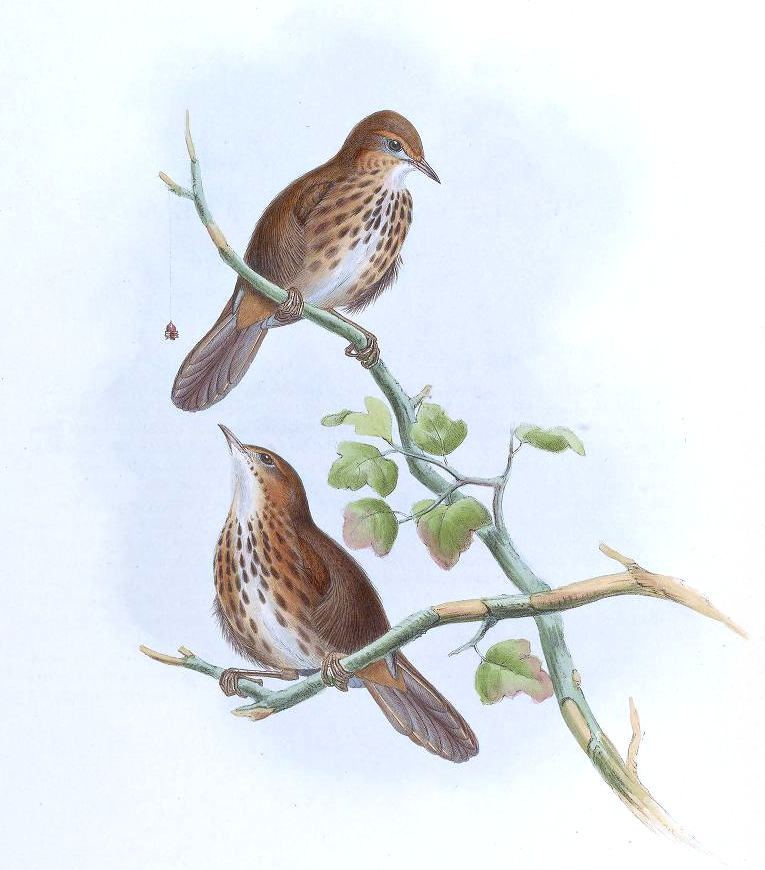
Болотяні Баблери

Ба́блер болотяний (Pellorneum palustre) — вид горобцеподібних птахів родини Pellorneidae. Мешкає в Індії і Бангладеш.

## Опис
Довжина птаха становить 15 см. Забарвлення переважно темно-коричневе. Нижня частина горла і грудей рудуваті, поцятковані чорними смужками. Горло і центральна частина живота білуваті.

## Поширення і екологія
Болотяні баблери мешкають в Північно-Східній Індії (Ассам, Аруначал-Прадеш, Мегхалая) і на крайньому сході Бангладеш. Вони живуть в очеретяних і чагарникових заростях та на заплавних луках в долині Брахмапутри. Зустрічаються на висоті до 800 м над рівнем моря. Гніздування починається в травні, в сезон дощів.

## Збереження
МСОП класифікує цей вид як вразливий. За оцінками дослідників, популяція болотяних баблерів становить від 15 до 30 тисяч птахів. Їм загрожує знищення природного середовища.